# Derek McInnes
Pour les articles homonymes, voir McInnes.
Derek John McInnes, couramment appelé Derek McInnes, est un footballeur puis entraîneur écossais, né le 5 juillet 1971 à Paisley, Écosse. Évoluant au poste de milieu de terrain, il est principalement connu, en tant que joueur, pour ses saisons à Greenock Morton, Rangers, West Bromwich Albion, Dundee United et St Johnstone, ainsi que pour avoir joué quelques matches dans le championnat français à Toulouse. Il porte à deux occasions le maillot de la sélection écossaise sans y inscrire de buts.

## Biographie

### Carrière internationale
Ses deux rencontres disputées sous le maillot écossais ont lieu en 2002 alors qu'il brille avec WBA. Il affronte le Danemark (défaite 0-1 à Glasgow), puis le Portugal (défaite 2-0 à Braga).

### Carrière d'entraîneur

#### Statistiques
Au 21 avril 2018.
| Équipe       | Depuis           | Jusqu'au        | Matches | Victoires | Nuls | Défaites | % Victoires |
| ------------ | ---------------- | --------------- | ------- | --------- | ---- | -------- | ----------- |
| St Johnstone | 27 novembre 2007 | 19 octobre 2011 | 177     | 71        | 53   | 53       | 40.11       |
| Bristol City | 19 octobre 2011  | 12 janvier 2013 | 63      | 17        | 14   | 32       | 26.98       |
| Aberdeen     | 7 avril 2013     | En poste        | 245     | 141       | 40   | 64       | 57.55       |

## Palmarès

### En tant que joueur
- Greenock Morton :
  - Champion de Second Division : 1994-95

- Rangers :
  - Champion d'Écosse : 1996-97
  - Coupe d'Écosse : 1998-99

- St Johnstone :
  - Scottish Challenge Cup : 2007-08

### En tant qu'entraîneur
- St Johnstone :
  - Champion de First Division : 2008-09

- Aberdeen :
  - League Cup : 2013-14

- Kilmarnock
  - Scottish Championship (D2) : 2021-22